# George Burchett
George "Professor" Burchett (Brighton 23 de agosto de 1872-1953), conocido como "El Rey de los tatuadores" fue un artista tatuador inglés.

## Biografía
Expulsado del colegio a la edad de 12 años por tatuar a sus compañeros de aula, un año después se enroló en la Royal Navy, donde perfeccionó su técnica a bordo del buque HMS Vincent. Cuando regresó a Inglaterra, estudió el oficio junto a los tatuadores Tom Riley y Sutherland MacDonald.
Burchett se convirtió en el tatuador preferido de la realeza europea, contando entre su clientela al rey de España Alfonso XIII, Federico IX de Dinamarca y Jorge V.
Cuenta Burchett en sus memorias que no sólo tatuó al rey Don Alfonso, sino también a sus dos hijos Jaime y Juan. Al parecer, el notorio problema de hemofilia de la familia real española provocó más de una desazón al tatuador, ya que cualquier pequeña hemorragia podría haber sido fatal.
Desarrolló su labor en los dos estudios que abrió en Londres, primero en Mile End Road y posteriormente en el número de 72 Waterloo Road, incorporando nuevos diseños y motivos provenientes de los diferentes lugares que visitó, principalmente africanos, japoneses y del sudeste asiático. 
Murió el Viernes Santo de 1953 a la edad de 81 años.